# Dutch East India Trading
La Dutch East India Trading è stata un distributore e una etichetta discografica indipendente statunitense con sede a Rockville Centre, New York. Cessò l'attività intorno al 2000.
Etichette come Homestead Records, Giant Records e Rockville Records erano distribuite dalla Dutch East India Trading group.

## Artisti
- Sun Dial
- The Orb
- The Smiths
- Soul-Junk
- Die Monster Die
- Prong
- The Cure
- Robert Wyatt
- A Guy Called Gerald
- Bongwater
- Indian Bingo
- Meat Beat Manifesto
- Doom.